# Tadorna
Tadorna Oken, 1817 è un genere di uccelli della famiglia Anatidae.
Comprende sette specie diffuse in tutto il mondo; sono grandi anatre il cui aspetto generale richiama quello delle oche.
Il nome del genere, Tadorna, deriva da una radice celtica che significa «anatra variopinta», proprio come il termine inglese shelduck, usato per indicare le casarche.

## Tassonomia
Comprende le seguenti specie:
- Tadorna tadorna (Linnaeus, 1758) - volpoca
- Tadorna radjah (Lesson, 1828) - casarca del ragià
- Tadorna ferruginea (Pallas, 1764) - casarca comune
- Tadorna cana (J.F.Gmelin, 1789) - casarca del Sudafrica
- Tadorna tadornoides (Jardine & Selby, 1828) - casarca australiana
- Tadorna variegata (J.F.Gmelin, 1789) - casarca del paradiso
- Tadorna cristata (Kuroda, 1917)  - casarca crestata